# 久呂保村
久呂保村（くろほむら）は、群馬県北東部、利根郡に属していた村。

## 地理
- 河川：利根川、片品川、入沢川、大久保川

## 歴史
- 1889年（明治22年）4月1日 - 町村制施行により、川額村、栃久保村、森下村が合併し北勢多郡久呂保村が成立する。
- 1896年（明治29年）4月1日 - 郡統合（北勢多郡と利根郡の統合）により利根郡に所属する。
- 1948年（昭和23年）4月1日 - 勢多郡敷島村より同村棚下の一部（日蔭永井地域）を本村川額に編入[1]。
- 1958年（昭和33年）11月1日 - 利根郡糸之瀬村と合併し、利根郡昭和村となる。